# Captain Midnight
Captain Midnight (mais tarde renomeado na televisão como Jet Jackson, Flying Commando) é uma franquia de aventura dos Estados Unidos transmitida pela primeira vez como um série de rádio de 1938 a 1949. um programa de televisão (1954–1956), uma tira de jornal (1942 – final da década de 1940) e um título de revista em quadrinhos (1942–1948).

## Programa de rádio
Patrocinado pela Skelly Oil Company, o programa de rádio Captain Midnight foi a criação dos roteiristas de rádio Wilfred G. Moore e Robert M. Burtt, que já haviam conseguido um sucesso para Skelly com seu seriado de aventura de um garoto piloto The Air Adventures of Jimmie Allen.
Desenvolvido na agência de publicidade Blackett, Sample e Hummert em Chicago, Captain Midnight começou como um programa sindicalizado em 17 de outubro de 1938, sendo exibido até a primavera de 1940 em algumas estações do Meio-Oeste, incluindo a WGN de Chicago. Em 1940, Ovomaltine, um produto da The Wander Company, assumiu o patrocínio. Com Pierre Andre como locutor, a série foi então ouvida nacionalmente na Mutual Radio Network, onde permaneceu até 1942. Mudou-se para o Merchandise Mart e a NBC Blue Network em setembro de 1942. Quando o governo dos EUA separou as redes NBC Red e Blue, Ovomaltine mudou a série de volta para Mutual, começando em setembro de 1945, onde permaneceu até dezembro de 1949. O programa era conhecido pelo uso imaginativo de avanços tecnológicos empolgantes para criar emoções narrativas, inspirando o público jovem a sonhar com avanços futuros.

## Adaptações
Cinema
Em 1942, a Columbia Pictures lançou um seriado de mesmo nome, estrelado por Dave O'Brien, o seriado teve 15 capítulos.
Televisão
A série Captain Midnight foi produzida pela Screen Gems e estrelada por Richard Webb, começou a 9 de setembro de 1954, na CBS, continuando por 39 episódios até 21 de janeiro de 1956. No programa de televisão, Captain Midnight (agora um veterano da Guerra da Coréia) lidera o esquadrão secreto como uma organização privada, em contraste com o programa de rádio.Quando a série de TV entrou em syndication em 1958, o Ovomaltine não era mais o patrocinador. No entanto, The Wander Company detinha os direitos sobre o nome do personagem "Captain Midnight", forçando uma mudança de título pela Screen Gems do Captain Midnight para Jet Jackson, Flying Commando, e todas as referências nos episódios para Captain Midnight  foram redublados (de forma bastante precária) como "Jet Jackson."
Histórias em quadrinhos

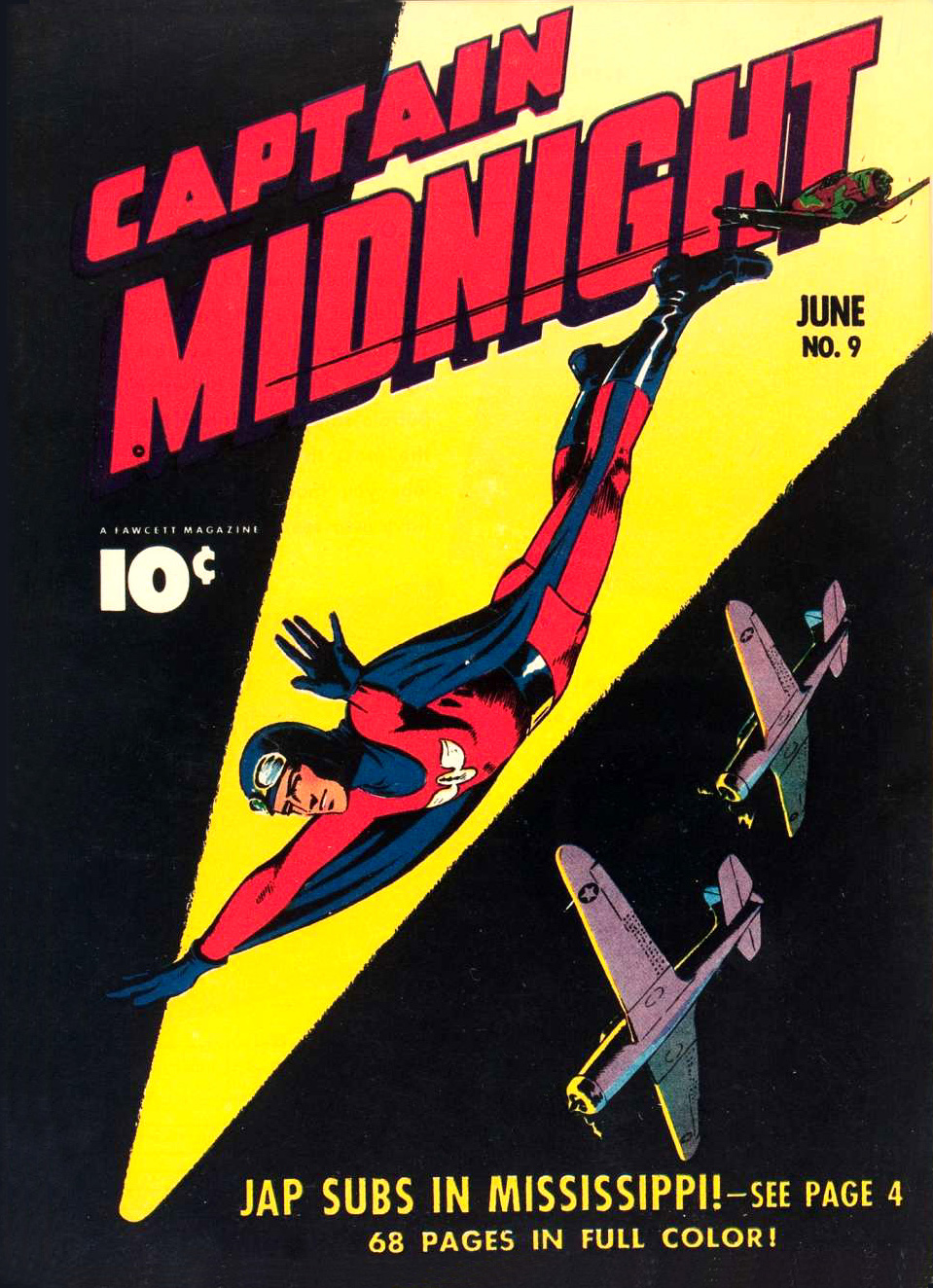
Captain Midnight #9 (junho de 1943)

A série foi adaptada para uma tira de jornal entre 1942 e 1945, ilustrada por Erwin L. Hess.
Ainda em 1942, ganhou uma revista em quadrinhos pela Fawcett Comics.
Em 1960, a editora brasileira Outubro lançou uma revista intitulada Jet Jackson (uma vez que a série de TV estreou no ano anterior com esse título), a primeira edição teve capa de Jayme Cortez, roteiro de Hélio Porto e desenhos de Getulio Delphim, a revista durou 23 edições, as histórias foram republicadas pela Taika, editora que sucedeu a Outubro em diversos almanaques até 1973.
Em 2010,  foi publicado pela Moonstone Books e em 2012, pela Dark Horse Comics.
Literatura
Em 1942 Whitman Publishing lançou Joyce of the Secret Squadron, como parte da série Authorized Editions. Em 2010, Moonstone Books publicou uma coleção de novos contos intitulada Captain Midnight Chronicles. Histórias do livro reflete uma versão amalgamado do personagem Captain Midnight  e seu elenco de apoio, e incorporar elementos das várias encarnações do personagem de mídia, incluindo a série de rádio e televisão, o seriado da Columbia e os quadrinhos da Fawcett.[carece de fontes?]